# Москвитин, Виктор Васильевич
Виктор Васильевич Москвитин (19 сентября 1923, Темников, Пензенская губерния — 28 декабря 1983, Москва) — советский учёный в области механики, доктор физико-математических наук, профессор и заместитель декана механико-математического факультета МГУ.

## Биография
Родился в семье типографского рабочего. В 1941 году окончил среднюю школу, где его дядя Александр Васильевич преподавал немецкий язык. Учился в одном классе со старшим братом Михаилом.
Участник Великой Отечественной войны, в армии с августа 1941 года. С июля 1942 года, после окончания военного училища в Ташкенте — в действующей армии. Участник Сталинградской битвы. Демобилизован после тяжелого ранения в январе 1943 года. За участие в Сталинградской битве был награждён орденом Красной Звезды и медалью «За оборону Сталинграда».
После демобилизации поступил на механико-математический факультет МГУ (1943).
Старший брат Михаил погиб на фронте в 1944 году.
В 1948 году окончил механико-математический факультет МГУ, в 1951 году — аспирантуру факультета. Преподавал там же, с 1952 года — доцент, с 1961 года — профессор. Кандидат физико-математических наук (1951), тема диссертации «Вторичные пластические деформации в полых толстостенных цилиндрах». Доктор физико-математических наук (1961), тема диссертации «Упругопластические деформации при повторных нагружениях». Звание профессора (1963).
Заместитель декана механико-математического факультета.
Подготовил 26 кандидатов и 5 докторов наук.
Умер в 1983 году. Похоронен на Востряковском кладбище.

## Научные интересы
Пластичность при переменных нагружениях, нелинейная вязкоупругость. Дал классификацию пластических материалов — циклически упрочняющиеся, циклически разупрочняющиеся, циклически идеальные. Предложил критерий малоцикловой усталости при нестационарных нагружениях.

## Награды и премии
- Орден Красной Звезды[6]
- Орден Трудового Красного Знамени в связи с 225-летием Московского университета (1980).
- Медаль «За оборону Сталинграда»

## Интересные факты
Во время Великой Отечественной войны Москвитин получил тяжелое ранение в живот. По его рассказам, оперировавший его хирург сказал: «У тебя ранение как у А. С. Пушкина, но Пушкин умер, а ты выжил. А лучше бы было наоборот».